# Ittys ceresarum
Ittys ceresarum är en stekelart som först beskrevs av William Harris Ashmead 1888.  Ittys ceresarum ingår i släktet Ittys och familjen hårstrimsteklar. Inga underarter finns listade i Catalogue of Life.